# Hirmoneura austeni
Hirmoneura austeni är en tvåvingeart som beskrevs av Robert W. Lichtwardt 1909. Hirmoneura austeni ingår i släktet Hirmoneura och familjen Nemestrinidae. Inga underarter finns listade i Catalogue of Life.